# Silkeborg

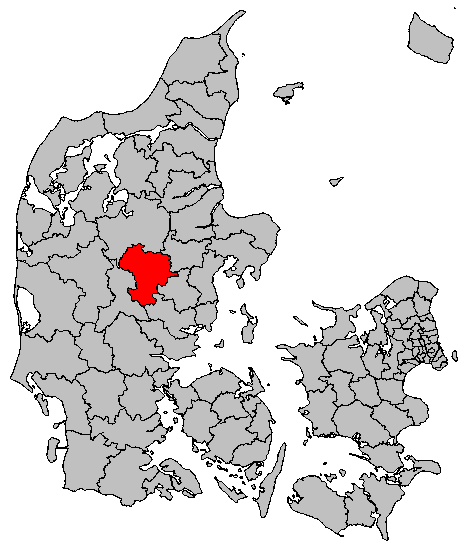
Vị trí Silkeborg

Silkeborg là thành phố của Đan Mạch, nằm ở bán đảo Jutland. Silkeborg có 41.674 cư dân (năm 2008)  và là thành phố đông dân thứ 13 ở Đan Mạch. Thành phố cũng là trụ sở của Thị xã Silkeborg mới gồm các thị xã cũ Silkeborg, Gjern, Kjellerup và Them với số dân 87.371 người (2008). Silkeborg cũng thuộc Khu đô thị Đông Jutland với 1,2 triệu dân số.

## Địa lý
Thành phố Silkeborg nằm ở phía đông miền Trung Jutland, trên 1 vùng đất nhấp nhô cao thấp, có các đồi cao trồng rừng bao quanh, có sông Guden (Gudenå) chảy qua, và gần các hồ lớn. Thành phố có 1 cảng nhỏ và có tuyến tàu chạy bằng hơi nước "Hjejlen" tới các hồ cùng vùng đồi Himmelbjerget.

## Lịch sử

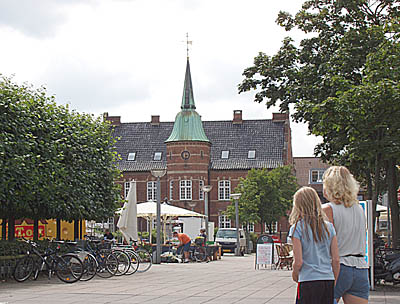
Torvet i Silkeborg, med det gamle Rådhus

Trước năm 1662, Silkeborg là đất của chư hầu, do Silkeborg Slot cai quản. Đất chư hầu bị bãi bỏ năm 1793.
Lịch sử cận đại Silkeborg bắt đầu từ khoảng năm 1844, khi Michael Drewsen được phép xây dựng 1 nhà máy sản xuất giấy bên sông Guden. Ngôi nhà cổ nhất của thành phố là Silkeborg Hovedgård xây từ năm 1767, ngày nay là nhà bảo tàng lịch sử văn hóa. Ở Slotsholmen bên hồ dài Silkeborg (Silkeborg Langsø) người ta tìm thấy các di tích của Lâu đài Silkeborg từ khoảng thế kỷ 15. Từ 1842-1855, Silkeborg là 1 xã nông thôn. Năm 1846 Silkeborg trở thành nơi buôn bán và năm 1855 trở thành thị xã độc lập trực thuộc tỉnh hạt Skanderborg. Năm 1871 có tuyến đường sắt tới Silkeborg. Năm 1900, thị xã Silkeborg tách khỏi tỉnh hạt Skanderborg và được cấp đặc quyền thương trấn (1.1.1900).
Ngày nay, Silkeborg được biết tới với các hãng buôn bán xe hơi nằm gần tuyến đường xa lộ 15 chạy qua khu bắc thành phố. Silkeborg cũng là nơi đặt trụ sở chính của ngân hàng Jyske Bank A/S, ngân hàng lớn thứ 3 Đan Mạch.  Ngoài ra thành phố cũng có nhiều hãng công nghiệp lớn.

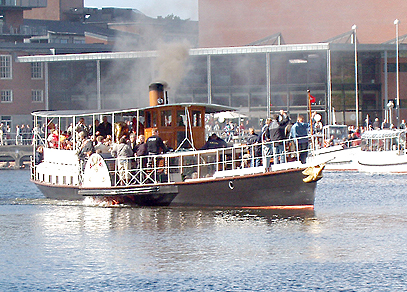
Tàu Hjejlen

## Văn hóa
- Nhà bảo tàng lịch sử nghệ thuật Silkeborg, có xác ướp người Tollund, 1 người sống ở thế kỷ thứ 4 trước công nguyên, được 2 nông dân Vigo và Emil Højgaard ở làng Tollund tìm thấy ngày 8.5.1950 trong vùng đầm lầy Bjældskor (cách Silkeborg 12 km về phía tây), khi ho đào than bùn ở vùng này.
- Nhà bảo tàng nghệ thuật Silkeborg có 1 bộ sưu tập gồm nhiều tác phẩm của họa sĩ nổi tiếng Asger Jorn, người đồng sáng lập phong trào nghệ thuật tiền phong COBRA. Silkeborg cũng là nơi sống trong thời thơ ấu của họa sĩ này. Cũng do cảm hứng từ họa sĩ Asger Jorn, 1 ban nhạc ở Ireland đã mang tên Silkeborg .
- Hàng năm vào tháng 6, Silkeborg có liên hoan nhạc jazz Riverboat Jazz festival
- Từ năm 1899, cứ 3 năm 1 lần, Silkeborg đều tổ chức hội pháo bông gọi là "Ildfestregatta". Trong 4 ngày hội, có các ban nhạc tới trình diễn và lúc 23g 15' có cuộc đốt pháo bông của các hãng sản xuất pháo đem tới đốt thi đua với nhau. Lần tổ chức gần đây nhất là từ 13-16.8.2008 [3]

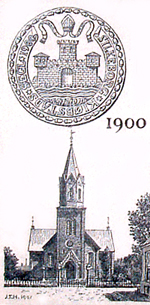
Dấu triện của Silkeborg năm 1900 với hình nhà thờ

## Thành phố kết nghĩa
- : Banja Luka, Bosna và Hercegovina
- : Savonlinna, Phần Lan
- : Árborg, Iceland
- : Arendal, Na Uy
- : Giżycko, Ba Lan
- : Kalmar, Thụy Điển
- : Kaiserslautern, Đức
- : Corona, California, Hoa Kỳ